# جريمة قتل آية مصاروة
ارتُكبت جريمة قتل بحق الطالبة آية مصاروة في تاريخ 16 يناير (كانون الثاني) 2019، وهي شابة فلسطينية التي تحمل الجنسية الإسرائيلية، كانت تدرس آية في جامعة لاتروب في ملبورن، أستراليا كطالبة تبادل، قُتلت آية مصاروة أثناء عودتها إلى منزلها من أمسية أقيمت في ناد كوميدي يقع في شمال ملبورن. جريمة قتلها العشوائية والعنيفة أثارت المخاوف والاضطرابات والقلق في مجتمع ملبورن من جديد بشأن سلامة النساء، خاصة بعد حلول الظلام في ملبورن. تم مقارنة جريمة قتل آية والإشارة إلى أوجه التشابه مع مقتل يوريديس ديكسون وجيل ميجر وماشا فوكوتيتش. دفنت آية في مسقط رأسها باقة الغربية.

## الخلفية
ولدت آية مصاروة عام 1997 في بلدة باقة-الغربية لأسرة فلسطينية مسلمة. كانت آية تدرسُ في جامعة شنغهاي، وكانت في ملبورن كفرد ضمن برنامج تبادل الطلاب مع جامعة لاتروب. كانت تدرس لتحصل على درجة علميةٍ في إدارة الأعمال، وكانت تنوي العمل لاحقًا في شركة والدها بالصين.

## مقتلها
تعتقد شرطة فيكتوريا أن مصاروة تعرضت للهجوم في وقت ما بعد منتصف الليل في تاريخ 16 يناير، ويعتقد أن وقع ذلك حوالي 50 متر (160 قدم) من محطة ترام على ناصية طريق بلينتي وماين درايف في ضاحية بندورا. كانت آية في طريق العودة إلى المنزل بعد حضور عرض في نادٍ للكوميديا في شمال ملبورن وكانت خلال مشيها تتكلم مع أختها عبر مهاتفة فيديوية.
اكتشف عمال الصيانة جثة آية مصاروة حوالي الساعة السابعة صباحًا في منطقة تحييها شجيرات بالقرب من موقف السيارات لمركز التسوق بولاريس 3083 تاون (في اللغة الإنجليزية : Polaris 3083 Town Center). عثر على قطع ملابس، التي يشتبه أنها تخص مهاجمها، على بعد ما يقارب حدود 100 متر (330 قدم) من جثتها.
في تاريخ 18 كانون الثاني (يناير)، قُبض على المتشرد كودي هرمان البالغ من العمر 20 عامًا في محمية بايونير (الإنجليزية : Pioneer Reserve)، وهو متنزه في ضاحية جرينسبورو المجاورة. وفي اليوم التالي، وجهت إليه تهمة اغتصاب وقتل الضحية آية مصاروة. وقد مثل أمام محكمة الصلح في ملبورن وأعيد إلى الحبس حتى بدء إجراءات المحكمة القانونية.
في تاريخ 21 يناير تسلمت أسرة آية جثتها من الطبيب الشرعي. اجتمعت العائلة مع أنصارها ومؤيديها في مسجد ألباني بضاحية داندينونغ من أجل الجنازة (الطقوس المطلوبة في الجنازة الإسلامية) والصلاة على آية. عادت الأسرة إلى إسرائيل في تاريخ 22 كانون الثاني مع جثمانها. دفت آية في بلدتها باقة الغربية. قامت عائلتها فيما بعد بإنشاء منحة دراسية بإسمها للأطباء الفلسطينيين.
في تاريخ 29 أكتوبر عام 2019، حُكم على كودي هرمان بالسجن لمدة 36 عامًا (30 عامًا مع عدم الإفراج وإطلاق السراح المشروط) بتهمة اغتصاب وقتل آية مصاروة.

## ردود الفعل
صرح رئيس المجلس الفيكتوري (أي في منطقة فيكتوريا) دانيال أندروز، في بيان أنه يندد بجريمة القتل، وأضاف "يجب أن تتغير المواقف المتحيزة جنسيا في مجتمعنا من أجل إنهاء مشكلة العنف ضد المرأة في أستراليا. صرح أندروز أن "الفيكتوريين (أي سكان منطقة فيكتويا) متحدون في الحزن. في الغضب أن حياة هذه الشابة اللامعة قد سلبت منها. آمل أن نكون موحدين أيضًا في العزيمة. أنه يمكننا - ويجب علينا - إنهاء ثقافة العنف هذه ضد المرأة ".